# Glansmiskantus
Glansmiskantus, japanskt gräs (Miscanthus sinensis) är en art i familjen äkta gräs, tribu Andropogoneae, från Kina, Korea och Japan. Arten odlas som trädgårdsväxt i Sverige och det förekommer ett flertal sorter med varierande karaktärer.

## Egenskaper
Flerårig tuvbildande ört med korta underjordiska utlöpare vanligen blir mellan 80 och 200 cm höga. Dock förekommer kloner som blir så höga som 4 m i det vilda. Stråna blir 3–10 mm i diameter, de är fyllda och ogrenade, noderna är kala eller ludna. Bladen finns både som rosettblad och som stjälkblad, de är linjära och platta, 18–75 cm långa, 3–10 mm vida, blådaggiga eller ludna, med en tydlig silverfärgad mittstrimma. Bladkanterna är sträva eller släta. Vipporna blir vanligen mellan 20 och 35 cm med 10–40 cm långa sidoax. Varje blomma har tre ståndare.

## Användning
I sitt ursprungsområde odlades glansmiskantus som foderväxt och för att ge material till flätade mattor som skydd mot blåst och insyn. I Europa odlas den som prydnadsväxt sedan 1950-talet, liksom dess släkting Miscanthus sacchariflorus.
En speciellt storvuxen sort, "elefantgräs" (Miscanthus × giganteus), en korsning med Miscanthus sacchariflorus, infördes redan 1935 från Japan via Danmark till Europa. Den kan bli fyra meter hög. Liksom de andra miscanthusarterna hör den till C4-växterna, som i varmt och torrt klimat har en effektivare fotosyntes än de mer allmänna C3-växterna. Tillväxten blir därför snabb, och alltsedan 1970-talet har det därför gjorts försök att odla Miscanthus × giganteus som energi- och materialråvara, med stort utbyte och gynnsam miljöpåverkan.

## Odling
Växten bör placeras soligt eller halvskuggigt.

## Synonymer
Miscanthus sinensis beskrevs första gången 1855 av Nils Johan Andersson. Eftersom arten är mycket variabel har det senare tillkommit beskrivningar av flera underarter och arter, som numera ses som synonymer.
Miscanthus condensatus Hackel
Miscanthus flavidus Honda
Miscanthus japonicus (Trin.) Andersson
Miscanthus kanehirae Honda
Miscanthus purpurascens Andersson
Miscanthus sinensis subsp. purpurascens (Andersson) Tzvelev
Miscanthus sinensis var. condensatus (Hackel) Makino
Miscanthus sinensis var. purpurascens (Andersson) Matsumura
Miscanthus sinensis f. glaber Honda,
Miscanthus sinensis var. gracillimus Hitchc.,
Miscanthus sinensis var. variegatus Beal
Miscanthus sinensis var. zebrinus Beal
Miscanthus transmorrisonensis Hayata
Erianthus japonicus  (Trin.) P.Beauv.
Eulalia japonica Trin.
Eulalia japonica var. gracillima (Hitchc.) Grier
Ripidium japonicum (Trin.) Trin.
Saccharum japonicum (Thunb.) Houtt.
Xiphagrostis japonicus (Trin.) Coville